# Чиза, Обеди
Обеди Чиза (фр. Obedi Ciza; род. 25 апреля 1985) — Бурундиский шоссейный велогонщик.

## Карьера
В 2014 году выступила на Туре Руанды. В 2018 году принял участие в чемпионате Африки
В 2019 году стал чемпионом Бурунди в групповой гонке.

## Достижения
2019
 Чемпионат Бурунди — групповая гонка